# Kaloula kalingensis
Kaloula kalingensis — вид бесхвостых земноводных из рода бычьи лягушки семейства Узкороты. Этот вид — эндемик Филиппин. Его природными местами обитания являются субтропические или тропические влажные низинные леса, субтропические или тропические влажные горные леса, пахотные земли, пастбища, а также плантации. Этому животному угрожает утрата среды обитания по вине человека.

## Внешний вид и строение
Kaloula kalingensis — это лягушка с пухлым округлым телом и короткой головой. У этого животного короткая, усечённая морда и хорошо различимые барабанные перепонки. На голове и рыле есть бугорки, сзади и по бокам. Кожа на нижней стороне тела зернистая, за исключением груди, которая является гладкой. На нижней стороне пальцев есть белые бугорки и маленькие подушечки на кончиках, а также между ними присутствуют небольшие плавательные перепонки. Общая длина тела составляет около 36 мм (1,4 дюйма). Верхняя сторона тела голубовато-чёрная с красновато-коричневыми отметинами на голове, боках и конечностях. Нижняя сторона тела — коричневая, с белыми пестринами.

## Распространение и места обитания
Лягушка Kaloula kalingensis является эндемиком Филиппин. Она встречается на территории Центральной Кордильеры на острове Лусон и, возможно, на территории гор Сьерра-Мадре . Ещё она встречается на острове Полилло и острове Palaui. Среда обитания Kaloula kalingensis — низинные или расположенные не слишком высоко горные тропические леса и их окраины, где она в основном встречается на лесной почве и в заполненных водой дуплах деревьев, а также в других временных водоёмах. В сезон размножения самцы кричат из заполненный водой дупел деревьев и других мест в нескольких метрах от лесной подстилки и из-под брёвен. Крик — громкая, слегка переливчатая трель, которая была записана как «Бвоп!».
Разнообразные разновидности этой лягушки, которые могут оказаться новыми видами (Kaloula sp. nov.), были обнаружены в Панае (природный парк Sibalom) и на востоке острова Лусон.

## Угрозы и охрана
Хотя эта лягушка, похоже, широко распространена, в Красной книге МСОП она обозначена как уязвимый вид, поскольку её общий ареал составляет менее 20 000 квадратных километров (7700 кв. миль), и в пределах этого ареала её популяция фрагментирована. Основной угрозой, с которой сталкивается данный вид, является деградация лесов, служащих ему средой обитания, происходящая из-за хозяйственной деятельности людей, но неизвестно, происходит ли общее сокращение популяции.